# Пуэблоррико
Пуэблоррико (исп. Pueblorrico) — город и муниципалитет на западе Колумбии, на территории департамента Антьокия. Входит в состав субрегиона Юго-западная Антьокия.

## История
Поселение из которого позднее вырос город было основано 3 октября 1866 года. Муниципалитет Пуэблоррико был выделен в отдельную административную единицу в 1911 году.

## Географическое положение

Муниципалитет Пуэблоррико

Город расположен в юго-западной части департамента, в гористой местности Западной Кордильеры, на расстоянии приблизительно 52 километров к юго-юго-западу (SSW) от Медельина, административного центра департамента. Абсолютная высота — 1826 метров над уровнем моря.

Муниципалитет Пуэблоррико граничит на северо-западе с муниципалитетом Сальгар, на северо-востоке — с муниципалитетом Тарсо, на востоке — с муниципалитетом Херико, на юге — с муниципалитетом Андес, на юго-западе — с муниципалитетом Испания, на западе — с муниципалитетом Сьюдад-Боливар. Площадь муниципалитета составляет 86 км².

## Население
По данным Национального административного департамента статистики Колумбии, совокупная численность населения города и муниципалитета в 2012 году составляла 7402 человек.
Динамика численности населения муниципалитета по годам:
| 2005 | 2006 | 2007 | 2008 | 2009 | 2010 | 2011 | 2012 |
| ---- | ---- | ---- | ---- | ---- | ---- | ---- | ---- |
| 8294 | 8165 | 8034 | 7904 | 7785 | 7653 | 7522 | 7402 |

Согласно данным переписи 2005 года мужчины составляли 49,7 % от населения Пуэблоррико, женщины — соответственно 50,3 %. В расовом отношении белые и метисы составляли 91,9 % от населения города; негры, мулаты и райсальцы — 6,6 %; индейцы — 1,5 %.
Уровень грамотности среди всего населения составлял 83,7 %.

## Экономика
Основу экономики Пуэблоррико составляет сельскохозяйственное производство. На территории муниципалитета выращивают кофе, бананы, сахарный тростник и другие культуры.

50,8 % от общего числа городских и муниципальных предприятий составляют предприятия торговой сферы, 32,7 % — предприятия сферы обслуживания, 14,6 % — промышленные предприятия, 1,9 % — предприятия иных отраслей экономики.